# Azilul de noapte (film din 1957)
Azilul de noapte (どん底 Donzoko?) este un film japonez din 1957 regizat de Akira Kurosawa după un scenariu inspirat din piesa Azilul de noapte (1902) a lui Maxim Gorki. Piesa lui Gorki fusese adaptată anterior în filmul francez Les Bas-fonds (1936), regizat de Jean Renoir, și apoi în filmul sovietic Na dne (1952), regizat de Andrei Frolov. Acțiunea piesei lui Gorki se petrece în Rusia Imperială a secolului al XIX-lea, dar cei doi scenariști japonezi au mutat acțiunea ecranizării în Japonia din timpul perioadei Edo (1603-1868), când mulți seniori feudali și-au pierdut puterea și mii de supuși ai lor au ajuns să trăiască la marginea sărăciei.
Filmul prezintă viața unui grup de oameni săraci care locuiesc într-un azil dărăpănat din Edo (vechiul nume al orașului Tokyo), administrat de un bărbat în vârstă. Chiriașii se luptă să supraviețuiască, hrănindu-se cu iluzii și sperând la un viitor mai bun. Unul dintre ei, hoțul Sutekichi, are o relație adulteră cu soția proprietarului, dar se îndrăgostește apoi de sora acesteia. Relațiile devin tot mai tensionate și la un moment dat izbucnește un conflict care se termină tragic: proprietarul este ucis, iar soția lui și hoțul ajung la închisoare. Viața celorlalți chiriași continuă fără mari schimbări sub apăsarea sărăciei și a morții.
Scenariul filmului, scris de Kurosawa împreună cu Hideo Oguni, respectă într-o mare măsură acțiunea și dialogurile piesei de teatru, dar diferă în ceea ce privește modul de interpretare a acțiunii. Kurosawa a diluat mult tragismul piesei de teatru și a scos în evidență aspectul amuzant al vieții în comun a personajelor. Accentul este pus de cineast mai degrabă pe întregul grup de personaje decât pe fiecare personaj văzut individual, evitând astfel critica socială a sărăciei și prăbușirii umane din piesa gorkiană. Acest film este a doua ecranizare a unei opere literare rusești de către Kurosawa, după filmul Idiotul (1951) ce a adaptat romanul omonim al lui Dostoievski, și a fost urmat mai târziu de o ecranizare a cărții autobiografice a exploratorului rus Vladimir Arseniev sub titlul Vânătorul din taiga (1975).
Azilul de noapte a obținut un succes marginal în rândul publicului cinefil japonez și a avut parte, la fel ca Tronul însângerat, de recenzii mixte. Trei actori (Toshirō Mifune, Isuzu Yamada și Kōji Mitsui) au obținut premii pentru interpretarea rolurilor din acest film 

## Rezumat
Un bărbat în vârstă (Rokubei) și aspra lui soție (Osugi) închiriază paturi săracilor într-o clădire dărăpănată din Edo. Locatarii sunt jucători de cărți decavați, prostituate, hoți și bețivi, care se luptă să supraviețuiască. Sora mai mică a proprietăresei, Okayo, care se implică în administrarea clădirii, aduce un pelerin budist bătrân pe nume Kahei și îi închiriază un pat. Kahei, un personaj misterios care are aspectul unui om cumsecade, își asumă rapid rolul de mediator între locatari și încearcă să-i îndrepte pe calea cea bună, deși unii dintre chiriași bănuiesc că ascunde un trecut nu prea curat.
Hoțul Sutekichi, conducătorul neoficial al grupului, are o relație adulteră cu Osugi, soția proprietarului, dar se îndrăgostește treptat de sora ei mai mică. Okayo nu-i dă însă prea mare atenție, ceea ce îl deranjează pe Sutekichi. Interesul crescut al hoțului pentru Okayo nu scapă neobservat de proprietăreasă. Geloasă și răzbunătoare, Osugi încearcă să-l convingă pe Sutekichi să-i ucidă soțul, astfel încât să-l poată preda autorităților. Hoțul înțelege însă intenția ei ascunsă și refuză să ia parte la crimă. După un timp, Rokubei descoperă relația lor de dragoste și îl atacă pe Sutekichi, fiind salvat doar prin intervenția lui Kahei.
Treptat, Okayo începe să-l cunoască mai bine pe Sutekichi și cedează avansurilor sale. Într-o seară Rokubei și Osugi o bat pe Okayo, făcându-i pe chiriași să intre în casa lor pentru a o salva. Izbucnește un conflict între proprietari și chiriași, iar, în acea stare de haos, Sutekichi îl ucide accidental pe Rokubei. Autoritățile intervin, iar, în loc să se apere, furiosul Sutekichi susține că Osugi l-a împins către crimă. Auzind acea mărturisire, Okayo crede că Sutekichi și Osugi au folosit maltratarea ei ca pretext pentru înlăturarea celui care stătea în calea dragostei lor și nu vrea să mai aibă nimic de-a face cu Sutekichi. Bătrânul Kahei, a cărui mărturie ar fi putut să clarifice situația, părăsește pe furiș azilul, întărind suspiciunile celorlalți că ar avea ceva de ascuns. Sutekichi și Osugi sunt arestați, fiind bănuiți că au pus împreună la cale uciderea proprietarului, în timp ce Okayo, adusă în stare de nebunie, părăsește orașul.
În paralel au loc acțiuni secundare, tragice sau uneori comice, în care sunt implicați ceilalți chiriași ai azilului: un jucător de cărți cinic care trișează în fiecare noapte și se amuză permanent pe seama celorlalți, un actor îmbătrânit care și-a pierdut capacitatea de a memora replici din cauza alcoolismului și se spânzură într-un moment de deznădejde, un meșter care pare nepăsător față de suferințele soției sale bolnave, dar este distrus sufletește atunci când ea moare, un vagabond care pretinde că a fost samurai și povestește cu nostalgie întâmplări din trecut pe care nu le crede nimeni, o prostituată care suferă de pe urma unei presupuse iubiri pierdute și un grup de bețivi care sunt veseli în ciuda nenorocirilor.
Viața celorlalți chiriași continuă fără mari schimbări după moartea proprietarului, arestarea lui Sutekichi și Osugi, dispariția lui Okayo și fuga lui Kahei. Într-o seară, după o beție cruntă, chiriașii încep să cânte și să joace, fiind întrerupți de vestea că actorul s-a sinucis. După un scurt moment de tăcere, jucătorul de cărți rostește cinic: „Idiotul... tocmai acum când a început petrecerea”.

## Distribuție
- Toshiro Mifune – Sutekichi (hoțul)[2][8][32]
- Isuzu Yamada – Osugi (proprietăreasa)[2][8][32]
- Kyōko Kagawa – Okayo (sora lui Osugi)[2][4][33]
- Ganjirō Nakamura – Rokubei (soțul lui Osugi)[2][8][32]
- Minoru Chiaki – Tonosama (fostul samurai)[2][4][34]
- Kamatari Fujiwara – actorul[2][4][8]
- Akemi Negishi – Osen (prostituata)[2][4][8]
- Nijiko Kiyokawa – Otaki (vânzătoarea de dulciuri)[2][4][8]
- Kōji Mitsui – Yoshisaburo (jucătorul de cărți)[2][4][8]
- Eijirō Tōno – Tomekichi (meșterul arămar)[2][4][8]
- Haruo Tanaka – Tatsu (dogarul)[2][4][8]
- Eiko Miyoshi – Asa (soția bolnavă a lui Tomekichi)[2][35]
- Bokuzen Hidari – Kahei (pelerinul)[2][4][8]
- Atsushi Watanabe - Kuma (un vagabond bețiv)[2][4][8]
- Kichijirō Ueda – Shimazo (polițistul)[2][4][8]
- Yū Fujiki – Unokichi (toboșarul)[2][4][8]
- Tadayoshi Fujitayama - burtosul Tsugaru[2][4][8]

## Producție

### Ideea ecranizării

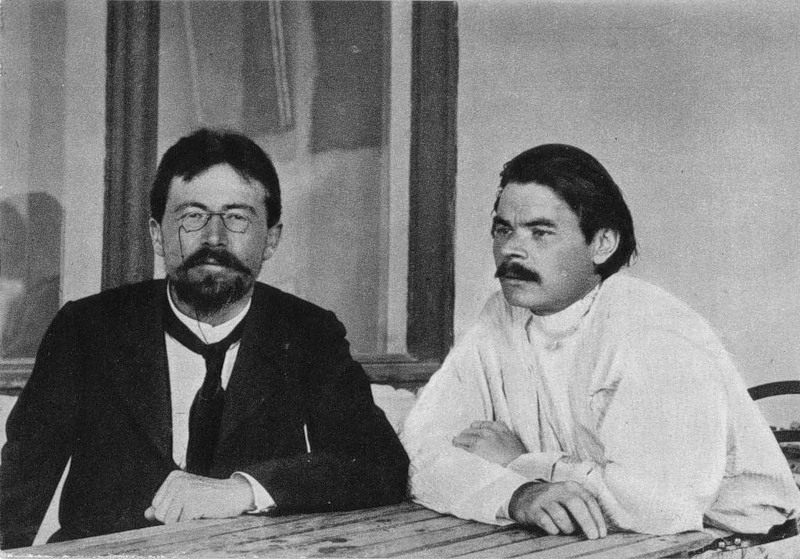
Anton Cehov și Maxim Gorki la Ialta în 1900

În cursul îndelungatei sale cariere, cineastul japonez Akira Kurosawa a manifestat un interes puternic față de teatru, crezând în idealurile sociale și spirituale ale marilor dramaturgi ai vremii precum Cehov, Gorki sau Ibsen. El a frecventat în anii 1920 teatrul mic din districtul Tsukiji al capitalei Tokyo, luând contact cu tehnicile experimentale de producție și de interpretare ale lui Stanislavski și Meyerhold de la Teatrul de Artă din Moscova și Max Reinhardt de la Teatrul German din Berlin. În prima jumătate a secolului al XX-lea teatrul japonez se schimbase ca urmare a influenței exercitate de evoluția dramaturgiei europene: stilul teatral clasic kabuki a fost înlocuit cu un stil teatral modern cu o puternică orientare socială. Kurosawa era convins că redarea artistică a problemelor sociale putea stimula o îmbunătățire a situației social-economice a populației.
Unul dintre dramaturgii favoriți ai cineastului japonez era Maxim Gorki (1868-1936), care s-a aflat printre primii scriitori ruși ce s-au atașat mișcării realismului socialist sovietic, devenind, potrivit lui Aleksandr Soljenițîn, „o figură foarte sinistră, un colaborator al călăilor” și unul dintre principalii responsabili „pentru distrugerea literaturii ruse la sfârșitul anilor 1920 și începutul anilor 1930”. Asocierea lui Gorki cu marxismul datează de la sfârșitul secolului al XIX-lea, dar, cu toate acestea, piesa Azilul de noapte (Nadne), care a fost scrisă în 1902, conține o viziune realist-pesimistă asupra vieții oamenilor din clasele de jos, fiind neatinsă de propaganda comunistă. Piesa a fost considerată scandaloasă la momentul primei reprezentări teatrale în Rusia, prin prezentarea sărăciei și a disperării maselor urbane, dar a ajuns curând să fie reprezentată pe scenele teatrale din întreaga lume.
Potrivit propriilor afirmații, cineastul japonez Akira Kurosawa, care avea o pasiune pentru literatura rusă, a intenționat încă de la începuturile carierei sale artistice să realizeze o ecranizare a piesei Azilul de noapte a lui Maxim Gorki, observându-i o latură distractivă și negându-i aspectul sumbru și patetic existent în scenariul scris chiar de Gorki la începutul anilor 1930 și în ecranizarea sovietică din 1952, regizată de Andrei Frolov. „Am dorit mereu să transform piesa lui Gorki într-un film, într-un film într-adevăr ușor și distractiv. La urma urmei, Azilul de noapte nu este deloc sumbră. Ea este foarte nostimă și îmi amintesc că am râs la ea. Aceasta se datorează faptului că ni se arată oameni care vor cu adevărat să trăiască și ni se arată - cred eu - într-un mod umoristic. Oamenii trebuie doar să se relaxeze și să se bucure de acest film așa cum ar face cu orice program”, a afirmat cineastul.
Kurosawa trăise, de altfel, în tinerețe, împreună cu fratele său, într-o locuință neîncăpătoare populată de persoane fără ocupații cunoscute și surse de venit clare, fiind surprins de optimismul și umorul lor. „Umorul vesel și zvăpăiat al vieții în comun care m-a bucurat atât de mult adăpostea în ungherele sale o realitate întunecată. [...] Întâmplări urâte s-au petrecut aici, așa cum s-au petrecut peste tot”, mărtusisea el mai târziu.
Acțiunea piesei lui Gorki se petrece în Rusia Imperială a secolului al XIX-lea, dar cineastul japonez a mutat acțiunea ecranizării sale în Japonia din timpul perioadei Edo (1603-1868), când shogunatul a inițiat o politică de centralizare și izolaționism a țării, ce a făcut ca mulți seniori feudali să-și piardă puterea și mii de supuși ai lor să ajungă să trăiască la marginea sărăciei. Kurosawa a intenționat să surprindă viața oamenilor simpli în acele vremuri tulburi, care fusese redată cu cinism și cu o oarecare mânie în poemele satirice senryū.

### Scenariul

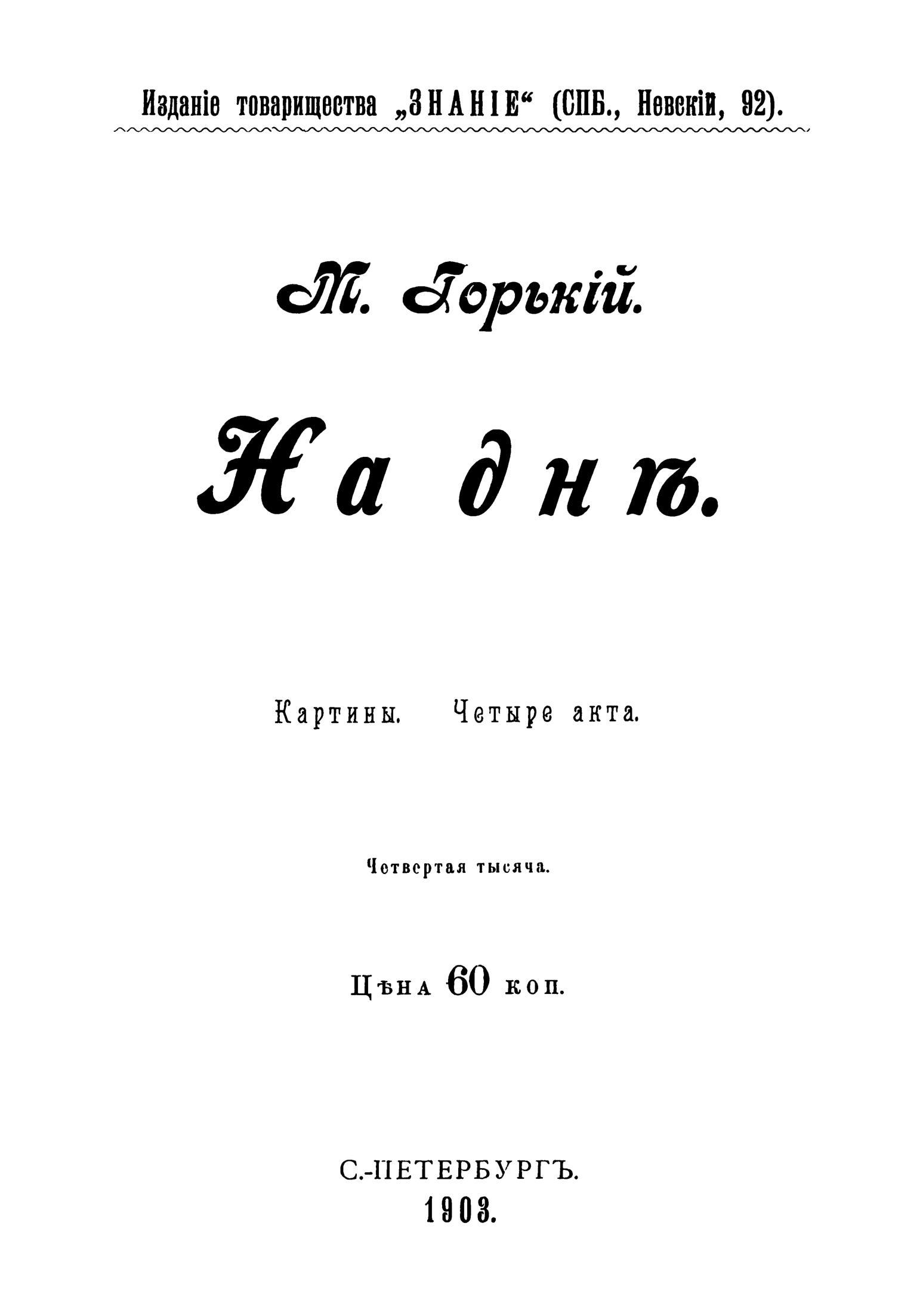
Pagina de titlu a ediției princeps a piesei (1903)

Scenariul filmului, scris de Kurosawa împreună cu Hideo Oguni, a fost inspirat din piesa Azilul de noapte (Nadne, 1902) a lui Maxim Gorki. Piesa lui Gorki fusese adaptată anterior în filmul francez Les Bas-fonds (1936), regizat de Jean Renoir, care s-a îndepărtat într-o oarecare măsură de opera literară originară. Renoir și Kurosawa s-au întâlnit ulterior la Paris, iar cineastul francez și-a exprimat admirația față de creația confratelui său japonez.
Cei doi scenariști japonezi au hotărât să respecte povestea originală, dar să transpună acțiunea din Rusia secolului al XIX-lea în Japonia perioadei Edo. Scrierea scenariului s-a derulat rapid și a durat doar două săptămâni, datorită consensului scenariștilor cu privire la subiect. Diferențele între piesa de teatru și scenariul adaptării japoneze sunt minore: acțiunea și o mare parte a dialogurilor sunt identice în mare măsură, iar ceea ce diferă este modul de interpretare a acțiunii. Astfel, creația literară și creația cinematografică nu mai sunt echivalente. Kurosawa a diluat mult tragismul piesei de teatru și a scos în evidență aspectul amuzant al vieții în comun a personajelor. Accentul este pus de cineast mai degrabă pe întregul grup de personaje decât pe fiecare personaj văzut individual, evitând astfel critica socială a sărăciei și prăbușirii umane din piesa gorkiană.
Mutând acțiunea în Japonia, scenariștii au schimbat numele personajelor: proprietarul Kostîliov devine aici Rokubei, soția lui, Vassilisa, se numește Osugi, Natașa este Okayo, jucătorul de cărți Satin - Yoshisaburo, meșteșugarul Kleșci - Tomekichi, hoțul Vasili (Vaska) Pepel - Sutekichi, prostituata Nastia - Osen, Baronul - fostul samurai Tonosama, Luca - pelerinul Kahei.
Personajul care vorbește cel mai mult este, atât în piesa originală, cât și în film, jucătorul de cărți (numit Satin în piesa lui Gorki și Yoshisaburo în adaptarea kurosawiană), care, nemaivând nicio speranță, privește lumea cu detașare și comentează cu cinism evenimentele zilnice. În opinia lui, lumea e un iad și de aceea oamenii nu mai pot spera la ceva bun. El se amuză permanent pe seama celorlalți și ia în derâdere visurile și speranțele acestora. Lipsa lui de implicare îl face să fie, potrivit istoricului de film Donald Richie, singurul personaj de încredere al filmului.

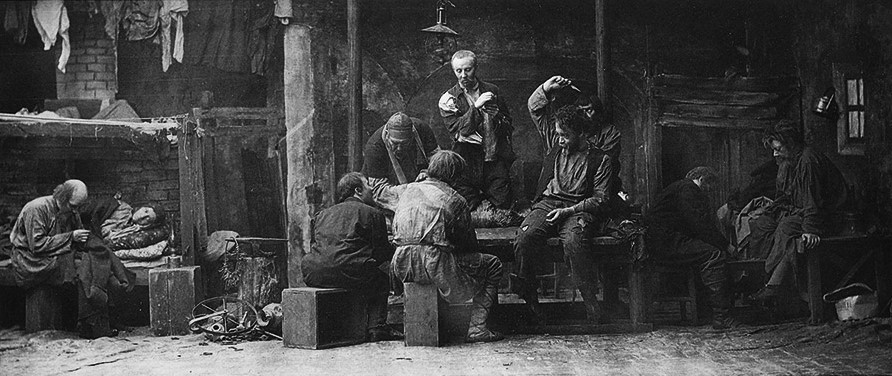
Imagine de la premiera mondială a piesei, care a avut loc în 1902 la Moscova.

Toate celelalte personaje nu sunt demne de încredere din cauza faptului că se hrănesc cu iluzii și resping realitatea: hoțul Sutekichi crede că-și poate schimba viața prin intermediul iubirii, actorul și samuraiul trăiesc cu iluzia unui trecut glorios, prostituata se amăgește visând la o dragoste imposibilă, iar arămarul se consideră un meșteșugar. Kurosawa oferă metoda evadării prin iluzii a personajelor din lumea crudă în care trăiesc. Personajele au nevoie de aceste vise și iluzii pentru ca viața lor să fie suportabilă, considera Donald Richie. Această diferență între iluzie și realitate este amuzantă și reprezintă probabil motivul pentru care Kurosawa a văzut piesa ca pe o comedie. Majoritatea personajelor sunt captive într-un univers creat de propria lor minte, iar singurul personaj cu adevărat liber este pelerinul care vine la azil din proprie voință și pleacă de acolo tot din proprie voință, afirmând că „raiul este oriunde mai puțin aici”. Kahei nu are fatalismul și amărăciunea celorlalte personaje, fiind o sursă de speranță pentru chiriașii azilului: el îi spune actorului că există un templu unde alcoolismul poate fi vindecat, ascultă cu atenție povestea nefericită (și posibil imaginară) a prostituatei, o încurajează pe femeia muribundă și îi sfăruiește pe hoț și Okayo să fugă împreună. După ce pleacă el, speranțele personajelor într-o viață mai bună se năruiesc și viața lor revine pe făgașul anterior.
În anul 1998 s-a anunțat descoperirea a mai mult de 350 de pagini de scenariu scrise de mână - necunoscute până atunci - care includeau, printre altele, scene nefilmate ale filmelor Azilul de noapte și Fortăreața ascunsă. Aceste pagini fuseseră păstrate de proprietarul unui han din Kawazu (prefectura Shizuoka) și moștenite de fiica acestuia. Kurosawa lucrase la acel han, împreună cu scenariștii Hideo Oguni, Shinobu Hashimoto și Ryūzō Kikushima.

### Decoruri
Acțiunea filmului are loc în doar două spații: trei sferturi din film se desfășoară în camera îngustă a azilului, iar celălalt sfert într-o curte interioară alăturată. Clădirile azilului au fost construite de scenograful Yoshirō Muraki pe platoul de filmare al companiei Toho. Decorul exterior este format dintr-o curte interioară amplasată într-o râpă cu pereți abrupți din piatră, ceea ce sugerează izolarea de lumea exterioară și în același timp imposibilitatea de a scăpa.
În această râpă, deasupra căreia se ridică un templu, se află două case: casa proprietarului și o casă mai șubredă care servește pe post de azil. Acțiunea principală se petrece în camera azilului, ce conține o podea putredă, stâlpi scorojiți și pereți murdari de praf și de funingine. Paturile chiriașilor sunt așezate lângă perete, pe două niveluri, cu perdele groase. Decorul interior a fost realizat într-un mod ingenios pentru a permite mișcarea cât mai liberă a camerelor de filmat, iar construcția sa a costat mulți bani. Atât de eficient a fost acest decor interior, încât unii critici occidentali au crezut că era un decor real.

### Filmări

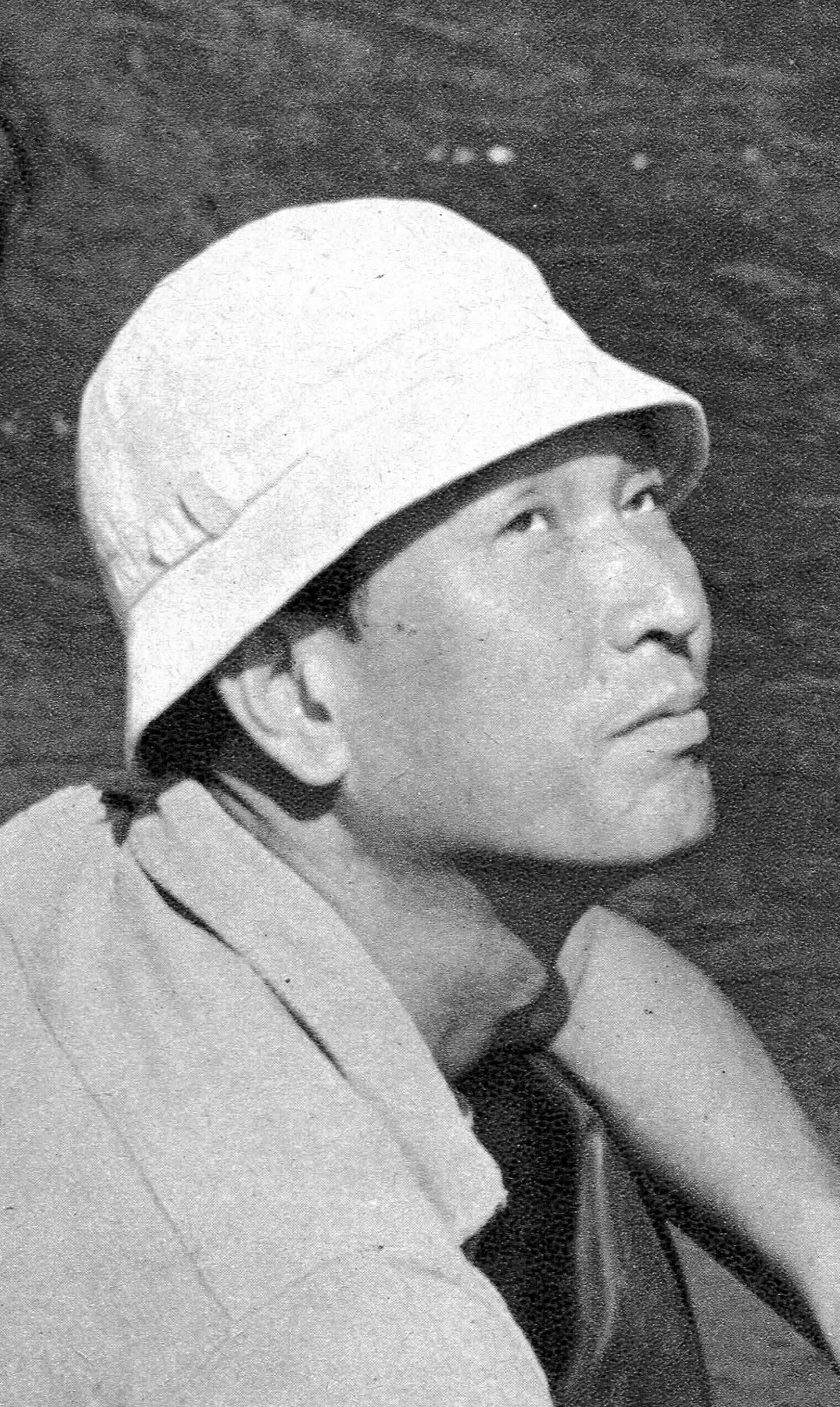
Akira Kurosawa pe platoul de filmare al filmului Cei șapte samurai. Fotografie din 1953.

Adaptarea piesei Azilul de noapte a fost realizată după o altă adaptare teatrală realizată de Kurosawa: Tronul însângerat, ecranizare a tragediei Macbeth (1606) a lui William Shakespeare, care a fost lansată la 15 ianuarie 1957. Filmarea ecranizării Azilului de noapte s-a desfășurat cu o mare rigurozitate (criticul Donald Richie susține că Akira Kurosawa a fost mai riguros doar în cazul filmului Cei care calcă tigrul pe coadă (1945), care a fost realizat în timpul războiului) din cauza spațiului restrâns.
Unii actori au jucat în ambele adaptări teatrale ale lui Kurosawa, care au fost lansate în 1957, precum Toshirō Mifune, Isuzu Yamada, Minoru Chiaki, Kichijirō Ueda, Eiko Miyoshi și Yū Fujiki. Kurosawa i-a împrumutat pentru această ecranizare pe carismaticii actori Kōji Mitsui și Ganjirō Nakamura, care proveneau de la compania Shochiku (primul) și din teatrul kabuki (al doilea). Mitsui a obținut ulterior roluri mici, dar memorabile, și în alte filme ale lui Kurosawa. Kamatari Fujiwara și Bokuzen Hidari erau doi actori obișnuiți ai filmelor lui Kurosawa. Fujiwara a interpretat rolul unui fost actor cu cariera distrusă de alcoolism; el a vizitat secțiile de dezalcoolizare ale unor spitale din Tokio și și-a dat jos dantura falsă (rămânând cu doi dinți în față) pentru a fi cât mai convingător. Hidari a avut aici unul dintre cele mai consistente roluri ale carierei sale și a jucat „încântător”, în opinia lui Stuart Galbraith IV. Repartizați în roluri minore, Haruo Tanaka, Yū Fujiki și luptătorul de sumo Fujitayama au realizat, de asemenea, prestații memorabile. Tanaka, care a interpretat rolul dogarului Tatsu, cel mai consistent rol al său în filmele lui Kurosawa, a avut dificultăți să învețe numeroasele replici din scena finală și le-a scris pe spatele unui calamar uscat, citindu-le, până când a fost observat de regizor, care a fost surprins de inventivitatea actorului și i-a luat calamarul pentru a-l forța să joace mai natural. Fujiki s-a simțit fascinat și copleșit să joace alături de mari vedete ale cinematografiei japoneze ca Mifune, Ganjirō Nakamura, Isuzu Yamada sau Kyoko Kagawa, iar Akira Kurosawa i-a reproșat la un moment dat că joacă prea timorat.
Primele repetiții pentru Azilul de noapte au început în mai 1957, la patru luni de la lansarea filmului Tronul însângerat. Vrând să-i familiarizeze pe actori cu perioada reprezentată în film, cineastul l-a invitat pe povestitorul comic Shinsho Kokintei care a relatat povești vechi despre viața oamenilor din perioada Edo. Kurosawa a prevăzut realizarea unor numeroase repetiții înaintea începerii filmărilor. Actorii îmbrăcați în costume și machiați au repetat timp de 40 de zile (sau 60 de zile, potrivit lui Isuzu Yamada) pe cele două platouri, în timp ce camerele de filmare funcționau în gol, până când au intrat definitiv în roluri, iar echipa tehnică a căutat în acest timp cele mai bune poziții de filmare. Fiecare mișcare, gest sau intonație a vocii a fost repetată pentru a se obține efectul scontat, iar sincronizarea reacțiilor este precisă. În urma repetițiilor, costumele purtate de actori au căpătat un aspect uzat (decolorat și rupt), așa cum își dorea regizorul.
Odată repetițiile încheiate, s-a trecut la filmarea propriu-zisă. Filmările au început la 24 mai 1957 și au durat doar patru săptămâni. Kurosawa a colaborat la acest film cu operatorul Kazuo Yamasaki, cu care va lucra mai târziu la Fortăreața ascunsă (1958). Au fost folosite două sau trei camere pentru filmarea majorității secvențelor în scopul realizării continuității; în unele cazuri camerele au fost amplasate față în față pentru a surprinde reacțiile tuturor personajelor implicate într-o discuție. Există puține prim-planuri cu chipurile personajelor. „Am lucrat riguros și bine, iar filmarea nu a durat mult”, a afirmat Kurosawa. Pregătirea riguroasă a filmărilor și repetițiile îndelungate au făcut, în opinia lui Donald Richie, ca interpretarea fiecărui actor să ajungă la un nivel maxim de profesionism care fusese rareori atins până atunci.
Efectele sonore și muzicale întăresc aspectul teatral al filmului. Muzica filmului, compusă de Masaru Satō (principalul colaborator al lui Kurosawa pe partea muzicală, după moartea lui Fumio Hayasaka), este formată din cântece tradiționale și din cântecele specifice teatrului kabuki, interpretate vocal de membrii distribuției și acompaniate cu imitații sonore ale muzicii bakabayashi (un amestec de sunete de flaut, tobe și clopoței).
Filmul a fost produs de compania Toho, fiind filmat pe o peliculă alb-negru (cu un format al imaginii de 2,35:1), prelucrată în laboratoarele Tokyo Laboratory Co. Producătorul filmului a fost Akira Kurosawa, care a fost asistat de producătorii asociați Tomoyuki Tanaka și Sōjirō Motoki. Durata filmului este de 124 de minute (137 de minute, potrivit lui Donald Richie). Lungimea peliculei este de 3.744 m.

## Lansare
Azilul de noapte a fost lansat oficial în septembrie–octombrie 1957 în Japonia, unde a fost distribuit de compania Toho. Prima vizionare a avut loc într-un cerc restrâns la 1 septembrie 1957. După o lansare limitată în câteva cinematografe la 17 septembrie 1957, a avut loc o lansare generală două săptămâni mai târziu, la 1 octombrie 1957. Filmul a obținut doar un succes marginal în rândul publicului cinefil japonez și a avut parte, la fel ca Tronul însângerat (creația anterioară a lui Kurosawa), de recenzii mixte. În primele două săptămâni ale lunii octombrie 1957 cineastul japonez a călătorit pentru prima dată în Europa, luând parte la redeschiderea într-un nou spațiu al National Film Theatre din Londra (unde Tronul însângerat a fost bine primit) și întâlnindu-se acolo cu regizorul american John Ford, care filma atunci Gideon of Scotland Yard (1958).
Compania Toho a produs, de asemenea, o versiune dublată în limba engleză, dar nu se știe dacă și când a fost lansată. Filmul a fost lansat în Statele Unite ale Americii la 9 februarie 1962 de compania Brandon Films într-o versiune cu subtitrare în limba engleză, cu o durată de 125 de minute.
Recenziile criticilor americani au fost în mare parte favorabile. Criticul Bosley Crowther de la The New York Times a publicat o recenzie în care a subliniat că „scopul filmului este să facă pe cineva să sufere și să atragă simpatie față de el. Tehnica imagistică întunecată a lui Kurosawa atinge acest scop deprimant”. Opinia sa a fost împărtășită și de alți critici. Astfel, Geoffrey Warren, criticul ziarului Los Angeles Times, a scris: „Faptul că Akira Kurosawa este unul dintre cei mai mari regizori de film ai lumii este evident în Azilul de noapte. [...] Această piesă celebră a lui Maxim Gorki s-a dovedit acum a avea o aplicabilitate universală. Mizeria răscolește toate sufletele în același fel. [...] Toshiro Mifune în rolul hoțului și Isuzu Yamada în rolul soției proprietarului sunt magnifici, așa cum s-ar fi așteptat cineva care i-ar fi văzut în Tronul însângerat. O altă interpretare remarcabilă este cea a lui Bokuzen Hidari în rolul pelerinului. În rolul său mic și perimat el dovedește o demnitate extraordinară”. Criticul revistei Show Business Illustrated a susținut că „regizorul Akira Kurosawa a păstrat practic intactă drama rusească a lui Maxim Gorki” și a calificat ecranizarea ca „o plăcere intelectuală pură” și „un tur de forță cinematografic”.
Au existat și critici negative, precum cea a Flaviei Wharton de la Films and Filming în care autoarea, după ce confundă ecranizările anterioare ale lui Kurosawa (ecranizarea romanului dostoievskian Idiotul este confundată cu cea a romanului Crimă și pedeapsă), afirmă că filmul Azilul de noapte este „o plictiseală” și un exemplu de „cinematografie statică”, iar decorurile acestui film sunt printre cele mai ieftine din istoria cinematografiei.

## Recepție

### Aprecieri critice

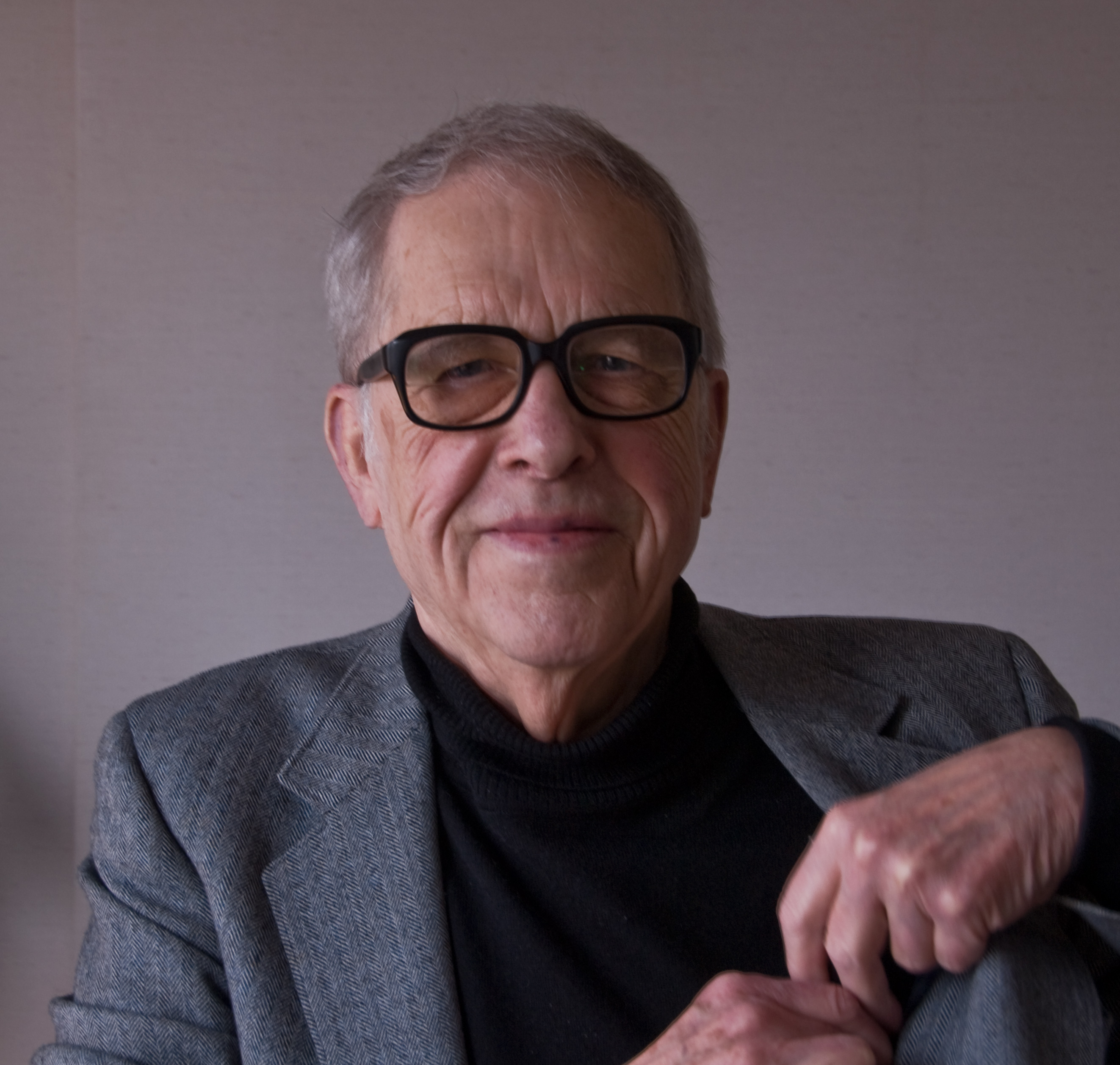
Niponologul Donald Richie, autorul lucrării de referință The Films of Akira Kurosawa, apărută în 1965.

Spre deosebire de Idiotul (1951), precedenta adaptare a unei opere literare rusești de către Kurosawa, care a fost considerat un eșec creativ din cauza efortului minim de reimaginare a cărții în plan cinematografic, Azilul de noapte este o transpunere cinematografică creativă a unei opere scrise, care, în ciuda schimbărilor minime și a simplității stilistice (în comparație cu Tronul însângerat), explorează spațiul restrâns și transmite tensiunea evenimentelor prin intermediul filmării din mai multe unghiuri, folosirii unor cadre lungi și tăieturilor la montaj. Kurosawa a căutat aici metoda cea mai potrivită de transformare cinematografică a textului literar și a explorat capacitatea expresivă a imaginii. Succesul acestei ecranizări îl reprezintă faptul că personajele par aici a fi reale și nu simple figuri literare ca în adaptarea anterioară a romanului lui Dostoievski. Problemele lor par reale, la fel ca și suferințele și bucuriile lor. Jurnalistul american Eric San Juan, autor al unui studiu critic al filmelor lui Kurosawa, consideră că, prin modul diferit de interpretare a evenimentelor, adaptarea cineastului japonez aduce „un pic de lumină și de speranță” piesei originale a lui Gorki.
Unii critici de film au considerat că ecranizarea Azilul de noapte a lui Kurosawa este o capodoperă. Acest film, la fel ca și Rashomon, dezvăluie, potrivit criticului de film Donald Richie, preocuparea constantă a lui Kurosawa cu privire la relația dintre iluzie și realitate. Credința în iluzie până în punctul de pierdere a legăturii cu realitatea este ceea ce creează comicul ecranizării lui Kurosawa, susține criticul, în timp ce trezirea bruscă la realitate (produsă de vestea sinuciderii actorului) stopează efectul comic. Alți specialiști, precum Stephen Prince, profesor de film la Universitatea de Stat și Institutul Politehnic Virginia, au ignorat efectul comic și au considerat că Azilul de noapte este o meditație sumbră cu privire la vicii și la suferință, susținând că cinismul unor personaje reprezintă un mecanism de autoapărare.
Interpretările aproape tuturor actorilor au fost lăudate de critici, mai ales cele ale lui Toshirō Mifune, Kōji Mitsui, Kamatari Fujiwara, Bokuzen Hidari și Minoru Chiaki. Interpretarea lui Mifune a evidențiat calitățile sale actoricești remarcabile, actorul împrumutându-și pasiunea, carisma și șarmul personajului interpretat. Criticul Donald Richie considera că rolul interpretat aici de Mifune este „nu doar cel mai bun rol al lui Mifune, ci și una dintre marile interpretări actoricești din cinematografia japoneză”, deoarece „mimica lui e perfectă”, iar personajul posedă duritatea disprețuitoare a unui membru al yakuza. Ultima replică a filmului - rostită de Mitsui cu o voce „stranie și totuși hipnotică (...) ca de oboi” direct către camera de filmat prin spargerea celui de-al patrulea perete - este memorabilă; istoricul de film Stuart Galbraith IV o considera „mereu șocantă și întotdeauna devastatoare atunci când o vizionezi. Rostirea acelei replici finale de către Mitsui este fix la țintă: ironică, crudă, amuzantă și oribilă”.
Concluzionând, istoricul de film Stuart Galbraith IV afirmă: „Pe scurt, regia artistică a lui Muraki, scenariul lui Kurosawa și Oguni, interpretările vii în mod unilateral și regia lui Kurosawa fuzionează într-o creație adaptată fidel și eficient care are puține înflorituri cinematografice și este, în schimb, prin propriul ei aspect, mai mult decât o înregistrare a reprezentării unei piese”. Filmul a fost considerat „un studiu superb al personajelor” în care Kurosawa a vrut să vadă cum pot fi folosite camerele de filmat pentru a reda realist acțiunea și dialogurile teatrale. Acest experiment teatral-cinematografic a fost calificat drept un „succes absolut”.
Ecranizarea Azilului de noapte este, potrivit lui Mitsuhiro Yoshimoto, profesor asociat de literatură comparată și cinematografie la University of Iowa, o încercare de „reexaminare a istoriei moderne a teatrului japonez și a interrelației sale cu formarea cinematografiei japoneze”. Criticii de film Donald Richie și James Goodwin au identificat unele asemănări între Azilul de noapte al lui Kurosawa și Ninjō Kami Fūsen (1937) al lui Sadao Yamanaka în ceea ce privește mediul social și simpatia față de persoanele oropsite.
Enciclopedia cinematografică germană Lexikon des internationalen Films descrie astfel acest film: „Un actor, un bețiv, un hoț și o prostituată vegetează într-o magazie, exploatată de un proprietar lacom de bani. Un preot budist care îi încurajează să ducă o viață mai bună declanșează doar omorâre și sinucidere, neînțelegând dependența lor psihologică și materială. O adaptare fidelă a piesei de teatru a lui Gorki, în care preotul își găsește omologul în persoana pelerinului Luca. Utilizând simultan mai multe camere de filmat, Kurosawa reușește, în ciuda limitărilor spațiale, să obțină o reprezentare virtuoasă a dramei într-un film impresionant din punct de vedere vizual și intelectual”. Filmul Azilul de noapte are în prezent un rating de aprobare de 83% pe site-ul agregatorului de recenzii Rotten Tomatoes, pe baza a 6 recenzii (5 pozitive, 1 negativ), cu o medie ponderată de 8,3/10. Nu există încă un consens critic cu privire la film.

### Premii
Azilul de noapte a obținut mai multe premii în Japonia, printre care: premiul Kinema Junpō pentru cea mai bună actriță (Isuzu Yamada, pentru rolurile din filmele Tronul însângerat, Azilul de noapte și Shitamachi), premiul Panglica Albastră pentru cel mai bun actor în rol secundar (Kōji Mitsui, pentru rolurile din filmele Kichigai Buraku și Azilul de noapte), premiul Mainichi pentru cel mai bun actor (Toshirō Mifune, pentru rolurile din filmele Tronul însângerat, Shitamachi și Azilul de noapte), premiul Mainichi pentru cel mai bun actor în rol secundar (Kōji Mitsui, pentru rolurile din filmele Kichigai Buraku, Seigiha și Azilul de noapte) și premiul Mainichi pentru cele mai bune decoruri (Yoshirō Muraki, pentru filmele Tronul însângerat și Azilul de noapte). Filmul s-a clasat pe locul 10 în topul celor mai bune filme japoneze ale anului 1957, realizat de revista Kinema Junpō.
| Premiu                     | Data ceremoniei | Categorie                         | Laureat/laureați | Rezultat | Note                 |
| -------------------------- | --------------- | --------------------------------- | ---------------- | -------- | -------------------- |
| Premiile Kinema Junpō      | 1958            | cea mai bună actriță              | Isuzu Yamada     | Câștigat | [ 82 ] [ 83 ] [ 86 ] |
| Premiile Panglica Albastră | 1958            | cel mai bun actor în rol secundar | Kōji Mitsui      | Câștigat | [ 84 ] [ 86 ]        |
| Premiile Mainichi          | 1958            | cel mai bun actor                 | Toshirō Mifune   | Câștigat | [ 82 ] [ 85 ] [ 86 ] |
| Premiile Mainichi          | 1958            | cel mai bun actor în rol secundar | Kōji Mitsui      | Câștigat | [ 82 ] [ 85 ] [ 86 ] |
| Premiile Mainichi          | 1958            | cele mai bune decoruri            | Yoshirō Muraki   | Câștigat | [ 82 ] [ 85 ] [ 86 ] |

## Legături externe
- en  Azilul de noapte la Internet Movie Database
- en  Azilul de noapte (film din 1957) la Allmovie
- ja Azilul de noapte în Japanese Movie Database
- en  Azilul de noapte (film din 1957) la Rotten Tomatoes
- en  Akira Kurosawa’s The Lower Depths, un eseu de Keiko McDonald & Thomas Rimer pentru Criterion Collection